# Želiski
 Želiski  (olaszul: Zeleschi) falu Horvátországban, Isztria megyében. Közigazgatásilag Barbanhoz tartozik.

## Fekvése
Az Isztria délkeleti részén, Pólától 27 km-re északkeletre, Labintól 15 km-re délnyugatra, községközpontjáról 4 km-re délnyugatra fekszik.

## Története
A falunak 1880-ban 110, 1910-ben 139 lakosa volt. Az első világháború után a falu Olaszországhoz került. Az Isztria az 1943-as olasz kapituláció után szabadult meg az olasz uralomtól. A második világháború után Jugoszlávia, majd Jugoszlávia felbomlása után 1991-ben a független Horvátország része lett. 2011-ben a falunak 170 lakosa volt.

## Nevezetességei
Szent Pál apostol tiszteletére szentelt temploma egy kis erdős dombon áll. A templom a 15. században épült, négyszög alaprajzú, félköríves apszissal, homlokzata felett kis harangépítménnyel, melyben egy harang található. Apszisában egy kis kőoltár áll. A templomot nemrég újították fel, melynek során új tetőszerkezetet kapott.

## Lakosság
| Lakosság változása | Lakosság változása | Lakosság változása | Lakosság változása | Lakosság változása | Lakosság változása | Lakosság változása | Lakosság változása | Lakosság változása | Lakosság változása | Lakosság változása | Lakosság változása | Lakosság változása | Lakosság változása | Lakosság változása | Lakosság változása |
| ------------------ | ------------------ | ------------------ | ------------------ | ------------------ | ------------------ | ------------------ | ------------------ | ------------------ | ------------------ | ------------------ | ------------------ | ------------------ | ------------------ | ------------------ | ------------------ |
| 1857               | 1869               | 1880               | 1890               | 1900               | 1910               | 1921               | 1931               | 1948               | 1953               | 1961               | 1971               | 1981               | 1991               | 2001               | 2011               |
| 0                  | 0                  | 110                | 85                 | 114                | 139                | 0                  | 0                  | 204                | 218                | 202                | 181                | 161                | 167                | 160                | 170                |